# Richard Gaede
Richard Gaede (* 8. Oktober 1857 in Greifswald; † 18. Juli 1933 in Hannover) war ein deutscher Altphilologe und Gymnasiallehrer.
Nach dem Besuch des Gymnasiums in Greifswald studierte er seit 1875 an den Universitäten Bonn und Greifswald Klassische Philologie und Geschichte. 1880 wurde er in Greifswald bei Ulrich von Wilamowitz-Moellendorff mit einer Arbeit zu Demetrios von Skepsis promoviert. 1881 legte er in Greifswald das Lehramtsexamen ab. Nach dem Probejahr am Gymnasium in Elberfeld 1881–82 war er von 1882 bis 1901 Lehrer am Gymnasium in Danzig. Vom 1. Januar bis 30. Juni 1900 reiste er mit einem halben Reisestipendium des Deutschen Archäologischen Instituts für Gymnasiallehrer nach Italien und Griechenland, im Jahr darauf erneut ein Vierteljahr durch Griechenland. 1901 wurde er Direktor des Progymnasiums in Schwetz, 1902 Direktor des  Gymnasiums in Strasburg (Westpreußen), dem heutigen Brodnica (Polen), 1907 Direktor des Schillergymnasiums in Münster. Er wurde später Oberschulrat in Danzig und Hannover.
Sein Sohn William Gaede (1891–1966) wurde Germanist und emigrierte 1933 in die USA.

## Veröffentlichungen (Auswahl)
- Demetrii Scepsii quae supersunt. Greifswald 1880 (PDF).
- Die lateinischen Schulgrammatiken von Ellendt-Seyffert (30. Auflage) und von Stegmann (3. Auflage). Ein Vergleich. Danzig 1889.
- 2 Jahre Bewegungsfreiheit im Unterricht der Prima. Leipzig 1907.
- Bemerkungen zum altsprachlichen Unterricht, insbesondere zu den schriftlichen Übungen in den mittleren und oberen Klassen. Münster 1909
- mit Albert Dresdner, Ottomar Wichman: Neues Leben im altsprachlichen Unterricht. 3 Preisarbeiten. Berlin 1918.